# کوارتت زهی شماره ۱ (دورژاک)
آنتونین دورژاک آهنگسازی کوارتت زهی شماره ۱ در لا ماژور اپوس. ۲، خود را در مارس ۱۸۶۲ پایان رساند.
این قطعه یکی از اولین کارهای مجلسی دورژاک است.

## زمینه
چهارده کوارتت زهی دورژاک بخش عمده ای از آهنگسازی او را از سال ۱۸۶۲ پوشش می دهد (شماره ۱) تا ۱۸۹۵ (شماره ۱۴) اولین کوارتت زهی دورژاک اولین موسیقی در سبک مجلسی او نبود، او کوئینتت زهی را در لا مینور را در تابستان ۱۸۶۱ نوشته بود.
در سال ۱۸۸۷ دورژاک تصمیم گرفت تا دوباره بر روی کوارتت فراموش شده خود کار کند. او مقدار زیادی از آنچه را که «پرکننده» عنوان کرده بود و غیرضروری در نسخه اصلی می‌دانست، حذف کرد. 

## ساختار
این اثر در چهار موومان ساخته شده است:
1. Andante – Allegro (لا ماژور)
2. Andante affettuoso et appassionato (فا دیز مینور)
3. Allegro scherzando (لا ماژور)
4. Allegro animato (لا ماژور)

مدت زمان تقریبی اجرای این قطعه ۴۸ دقیقه است.